# Noboru Takeshita
Noboru Takeshita (竹下 登?, Takeshita Noboru; Unnan, 26 febbraio 1924 – Minato, 19 giugno 2000) è stato un politico giapponese che ricoprì l'incarico di primo ministro del Giappone dal 6 novembre 1987 al 3 giugno 1989.
Fu costretto a dimettersi a causa dello scandalo Recruit, in cui ammise di aver percepito sovvenzioni illegali per l'equivalente di oltre un milione di dollari.